# Castilruiz
Castilruiz – gmina w Hiszpanii, w prowincji Soria, w Kastylii i León, o powierzchni 38,81 km². W 2011 roku gmina liczyła 212 mieszkańców.